# أمجز (أمجز)
أمجز (بالفارسية: امجز) هي قرية تقع في إيران في قسم أمجز الريفي. يقدر عدد سكانها بـ 649 نسمة بحسب إحصاء 2016.